# Borovnica (grm)
Borovníca (znanstveno ime Vaccinium myrtillus) tudi navadna borovnica, gozdna borovnica, črnica raste po gozdovih in planjavah srednje in severne Evrope. Razširjena je predvsem v predalpskem območju kot podrast v gozdovih. Razširjena je skoraj povsod po Sloveniji.

## Rastišča borovnice
Borovnica raste najbolje v vlažnih, hribovskih in gorskih gozdovih. Potrebuje bolj humozna tla. Rastišča se lahko pojavljajo do  2000 m nadmorske višine. Rastišča borovnic se lahko razširjajo tudi na posekah, jasah in med redkim drevjem, kadar imajo v tleh dovolj vlage.

## Oblika rasti
Borovnica raste  v obliki malega, močno razvejanega, do 40 cm visokega grma s pokončnimi zelenimi vejami rastočimi pod ostrim kotom. Listi so dolgi do 2,5 cm , okroglo jajčasti, drobno nazobčanega roba, na vrhu so listi zašiljeni, imajo pa zelo kratek pecelj. Borovnice cvetijo od maja do junija, odvisno tudi od nadmorske višine, in imajo drobne zelenkaste cvetove. Zreli plodovi imajo temnomodro barvo, okrogle oblike, velikosti graha. Plod borovnice je užiten, prijetnega kiselkasto-sladkega okusa. Plodovi dozorijo v juniju in juliju. 

## Vsebnost plodov borovnice
Zrele borovnice vsebujejo veliko za prehrano pomembnih sestavin, kot so:
- Sladkor- vsebnost- 5 do 6 %
- Organske kisline, limonska, jabolčna- 1,5 %,
- Dušičnih snovi- 0,8 %,
- Pektina- 0,5 %,
- Mineralnih soli- 1%,
- Vitamin C- 6 do 20 mg,
- Čreslovina-
- Surova vlakna-
- Antocian mirtilin- značilna borovničeva modra barva,